# Simon Ungers

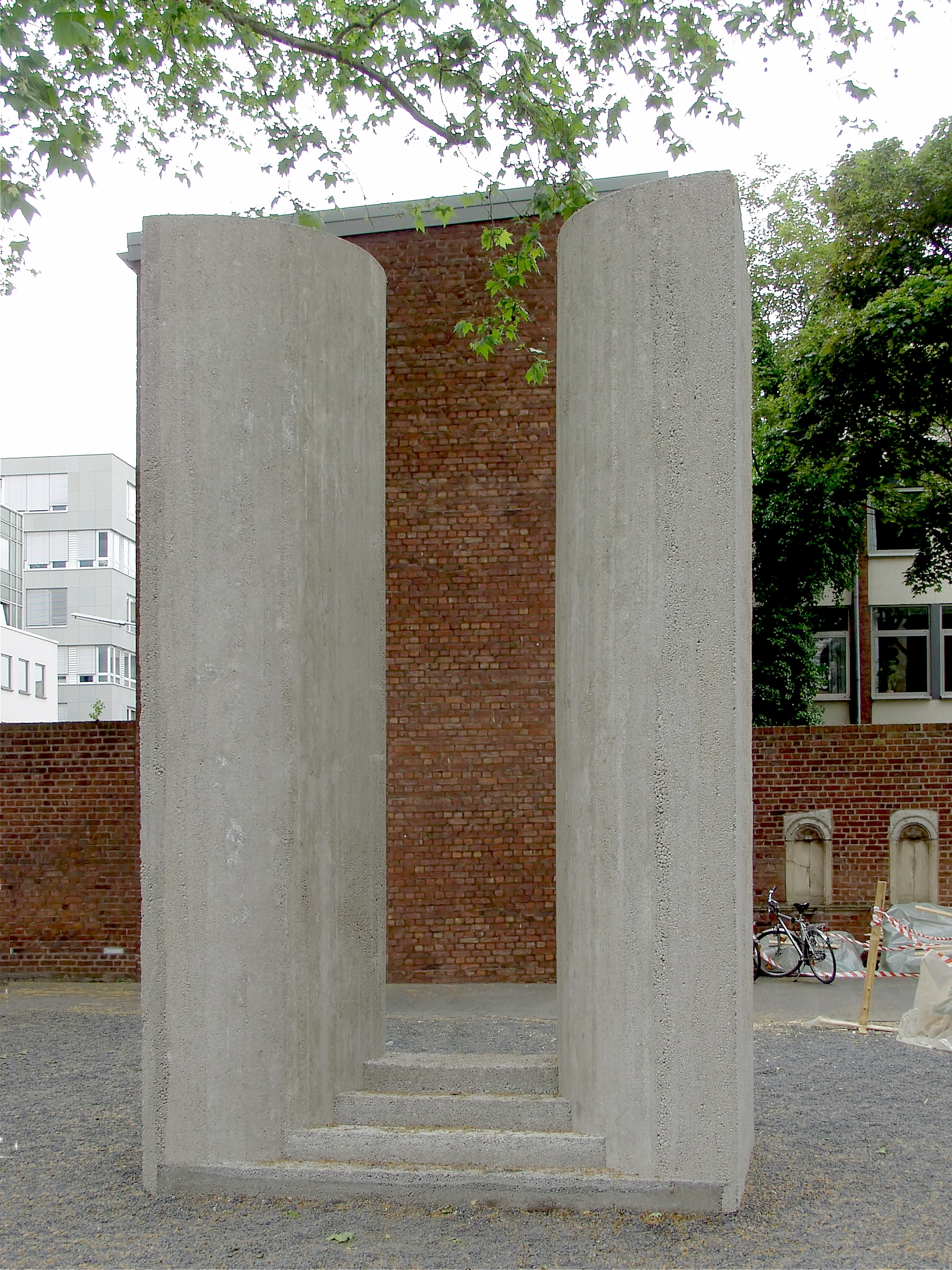
"Forum" - Colonia (Alemania).

Simon Ungers (8 de mayo de 1957- 6 de marzo de 2006), arquitecto alemán nacido en Colonia, en 1957 emigró a Estados Unidos. Estudió arquitectura en la Universidad de Cornell, y se licenció en 1987, año en el que empezó a vivir en Nueva York, compaginando el arte y la arquitectura.
Era cofundador y miembro del gabinete de arquitectura UKZ.
Su arquitectura y sus esculturas han sido recogidas en numerosas exposiciones, como la de Urban Structures, que reunía a once artistas neoyorquinos y tuvo lugar en la Lothringersstrasse de Mónaco o la exposición Cubos en el Museo Exposeum.
Su particular acercamiento artístico a la arquitectura le ha hecho concebir maquetas arquitectónicas que se convierten en verdaderas esculturas, y que como tales vienen después expuestas en galerías de arte.
Murió el 6 de marzo de 2006 en Alemania tras una larga enfermedad.